# مارسيلو بارينتوس
مارسيلو بارينتوس (بالإسبانية: Marcelo Barrientos)‏ هو منافس ألعاب قوى تشيلي، ولد في 9 مايو 1970.

## وصلات خارجية
- مارسيلو بارينتوس على موقع الاتحاد الدولي لألعاب القوى (الإنجليزية)
- مارسيلو بارينتوس على موقع أوليمبيديا (الإنجليزية)